# Trochulus hispidus
Trochulus hispidus е вид коремоного от семейство Hygromiidae.

## Разпространение
Видът е разпространен в редица европейски страни и острови, включително: Западна Европа (Великобритания, Ирландия, Холандия, Белгия, Люксембург, Фарьорските острови, Франция, Швейцария и Лихтенщайн), Северна Европа (Дания, Норвегия, Швеция и Финландия), Централна Европа (Австрия, Германия, Чехия, Полша, Словакия, Унгария и Румъния), Южна Европа (Андора, Испания, Италия и България) и Източна Европа (Молдова, Естония, Латвия, Литва, Украйна и Руската федерация).